# Fujiwara no Nagate
Fujiwara no Nagate est un nom japonais traditionnel ; le nom de famille (ou le nom d'école), Fujiwara, précède donc le prénom (ou le nom d'artiste).
Fujiwara no Nagate (藤原永手, 714 – 11 mars 771) est un noble japonais de l'époque de Nara, second fils du sangi Fujiwara no Fusasaki, ancêtre de la branche Hokke des Fujiwara. Il atteint le rang de cour de 正一位 (shō ichi-i), la position de sadaijin et à titre posthume de daijō-daijin. Il est aussi connu sous le nom Nagaoka-Daijin (長岡大臣).

## Biographie
Avec le mort prématurée de son frère ainé Fujiwara no Torikai, Nagate devient le chef en titre des Hokke. En 737, il est promu de 従六位下 (ju roku-i no ge) à 従六位上 (ju roku-i no jō) mais l'empereur de l'époque, Shōmu, favorise Yatsuka, le frère cadet de Nagate. Nagate ne reçoit pas de promotion avant 749, immédiatement avant l'abdication de l'empereur lorsqu'il accède au rang de 従四位下 (ju shi-i no ge).
Il est plus apprécié à la cour du nouveau souverain, l'impératrice Kōken où il est promu au grade de 従四位上 (ju shi-i no jō) en 750 et de nouveau en 754 à celui de 従三位 (ju san-mi), ce qui le fait entrer parmi les rangs des kugyō. Immédiatement après la mort de l'ex-empereur Shōmu en 756, Nagate est promu directement chūnagon , sans passer par le rang de sangi.
D'autre part, il reste en conflit avec son puissant parent Fujiwara no Nakamaro. Après l'exhérédation du prince héritier Funado en 757, il se joint à Fujiwara no Toyonari dans le soutien au prince Shioyaki comme nouvel héritier de l'impératrice Kōken mais le prince Ōi, candidat favori de Nakamaro et futur empereur Junnin, l'emporte. En 758, 
Nagate est le seul membre d'un comité à sortir d'une réunion du daijō-kan convoquée par Nakamaro. Après 757, Nakamaro contrôle la cour et cette mauvaise relation laisse Nagate dans une position politique inconfortable, malgré son statut de troisième homme le plus puissant du daijō-kan après Ishikawa no Toshitari et Fun'ya no Kiyomi.
En 764, Fujiwara no Nakamaro se rebelle et Nagate soutient le côté de l'impératrice Kōken et du moine Dōkyō. Il est promu 正三位 (shō san-mi) et dainagon et se voit conférer des honneurs de deuxième classe. Après que Dōkyō a établi son pouvoir et après la mort de Toyonari en 765, Nagate occupe sa position en tant que kugyō le plus puissant du daijō-kan jusqu'à sa mort. En 766 il est promu udaijin puis sadaijin et accède au rang de 正二位 (shō ni-i).
L'impératrice Kōken meurt en 770 et dans le différend qui suit relativement à son héritier, Nagate soutient le prince Shirakabe, le futur empereur Kōnin. Il est récompensé de ses efforts avec une promotion au rang de 正一位 (shō ichi-i) par le nouveau souverain.
Nagate meurt de maladie le 11 mars 771 à l'âge de 58 ans. Il est promu à titre posthume au titre de daijō-daijin le même jour.

## Généalogie
- Père : Fujiwara no Fusasaki
- Mère : Muro no Ōkimi (fille du prince Minu)
- Épouse : Ōno no Nakachi (fille d'Ōno no Azumabito)
- Épouse : fille de Fujiwara no Torikai
  - Fils : Fujiwara no Ieyori (743–785)
- Épouse : fille de Fujiwara no Yoshitsugu
  - Fils : Fujiwara no Oyori
  - Fille : Fujiwara no Sōshi (藤原曹子?, ?–793) (épouse de l'empereur Kōnin)
- Épouse : (inconnue)
  - Fille : épouse de Fujiwara no Kosemaro
  - Fille : (?–800) Épouse de Fujiwara no Uchimaro

## Source de la traduction
- (en) Cet article est partiellement ou en totalité issu de l’article de Wikipédia en anglais intitulé « Fujiwara no Nagate » (voir la liste des auteurs).